# 尚皮尼厄勒
尚皮尼厄勒（法語：Champigneulles，法語發音：[ʃɑ̃piɲœl]）是法国默尔特-摩泽尔省的一个市镇，位于该省南部，南锡市区以北，属于南锡区。

## 地理
尚皮尼厄勒（48°44'1"N, 6°9'52"E）面积23.99 平方千米，位于法国大東部大區默尔特-摩泽尔省，该省份为法国东北部内陆省份，是洛林的一部分，北邻比利时、卢森堡，北起顺时针与摩泽尔省、下莱茵省、孚日省和默兹省接壤。
与尚皮尼厄勒接壤的市镇（或旧市镇、城区）包括：弗鲁阿尔、布克西耶尔欧达姆、拉克苏、莱圣克里斯托夫、利韦丹、马尔泽维尔、马克塞维尔、布瓦德艾。

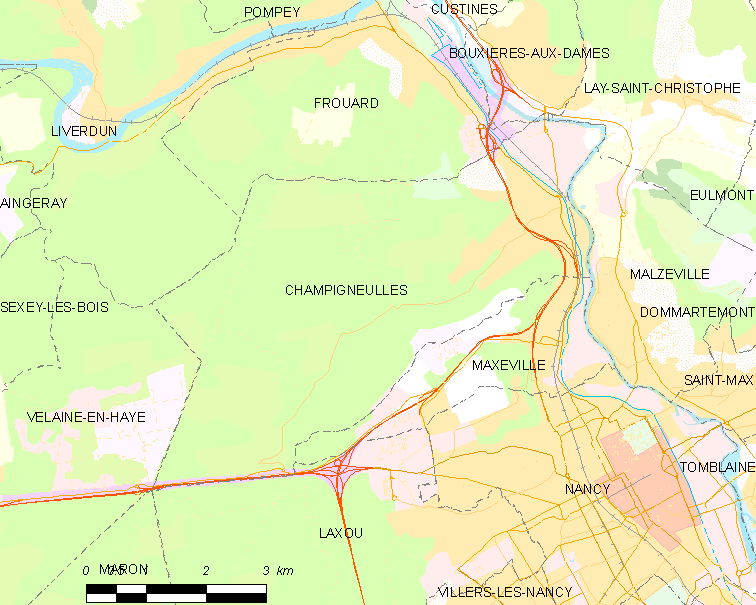
尚皮尼厄勒的OSM定位图

尚皮尼厄勒的时区为UTC+01:00、UTC+02:00（夏令时）。

## 行政
尚皮尼厄勒的邮政编码为54250，INSEE市镇编码为54115。

## 政治
尚皮尼厄勒所属的省级选区为南洛林谷县。

## 人口

1962-2008年间尚皮尼厄勒人口变化图示

尚皮尼厄勒于2022年1月1日时的人口数量为6588人。